# Noord-Amerikaans Kraton

Opbouw van het Noord-Amerikaans kraton. Platformen, de gebieden waar het Precambrium bedekt is met jongere gesteenten, zijn gearceerd. Jongere geologische provincies hebben een lichtere kleur; oudere provincies zijn donkerder. De Archeïsche kernen van het kraton zijn donkerroze. In het zuiden is het kraton in de loop van het Proterozoïcum geleidelijk gegroeid door continentale accretie.

Laurentia rond 380 miljoen jaar geleden, na de aanhechting aan Baltica en Avalonia.

Het Noord-Amerikaans Kraton of Laurentia is de kern van het continent Noord-Amerika. Het is een kraton, een stuk van de aardkorst dat in het Precambrium gevormd werd, en ook een paleocontinent. De noordelijke helft van het kraton ligt bij of nabij het aardoppervlak. Dit deel heet het Canadees Schild; het bevindt zich in het noorden en westen van Canada en in Groenland. Het Noord-Amerikaanse Kraton bestaat uit tijdens het Archeïcum (4,0 tot 2,5 miljard jaar geleden) gevormde kernen en latere toevoegingen in de vorm van orogene gordels. De Archeïsche kernen kwamen in stappen samen en groeiden aan door continentale accretie. Laurentia is een van de grootste Archeïsche kratons en het bevat de oudst bekende gesteenten en stukken aardkorst ter wereld: de Acasta Gneiss in het noordwesten van Canada en de Isuagroensteengordel op Groenland.

## Naam
De naam Laurentia komt van het gebergte de Laurentiden in het zuiden van Quebec (het gebergte is genoemd naar de rivier de Sint-Laurens). In de 19e eeuw zagen Canadese geologen in dat het gesteente dat in de Laurentiden voorkomt zeer oud is. Ze noemden de regio ("geologische provincie") waar de oude gesteenten aan de oppervlakte lagen "Laurentia" en de gesteenten zelf "Laurentisch". Deze regio komt overeen met het Canadees Schild. Later ontdekte men dat het kraton doorloopt in grote delen van de Verenigde Staten, maar daar bedekt is door jonger gesteente.

## Opbouw en tektonische geschiedenis
Het samenkomen van Archeïsche blokken aardkorst (Slave, Rae, Hearne, Superior en anderen) vond plaats in het Paleoproterozoïcum, rond 2 miljard jaar geleden. Daarbij werden verschillende orogene gordels gevormd. De grootste daarvan is de Trans-Hudsongordel (ongeveer 1,9 tot 1,8 miljard jaar oud) die dwars onder de Hudsonbaai doorloopt en het Superiorkraton van het Hearnekraton scheidt. De modellen voor bewegingen van continenten in het Proterozoïcum verschillen in details, maar het is zeker dat het paleocontinent Baltica (het Oost-Europees kraton) in het oosten aan Laurentia vastzat. De tektonische structuren in de kratons komen namelijk overeen. Zeer waarschijnlijk zat ook Australië vast aan Laurentia, in het westen.
In het Neoproterozoïcum, rond 1,3 miljard jaar geleden, kwam Laurentia met de Grenville-orogenese samen met de meeste andere continenten. Bij deze samenkomst ontstond het supercontinent Rodinia. Rond 750 miljoen jaar geleden viel dit supercontinent geleidelijk uit elkaar en kwam Laurentia los te liggen. Ongeveer 420-400 miljoen jaar geleden botste Laurentia (opnieuw) in het oosten tegen Baltica. De gezamenlijke landmassa wordt Laurussia genoemd. De gebergtevorming of orogenese die daarbij plaatsvond wordt de Caledonische orogenese genoemd en het gebergte de Caledoniden.